# Odontosyllis australiensis
Odontosyllis australiensis är en ringmaskart som beskrevs av Hartmann-Schröder 1979. Odontosyllis australiensis ingår i släktet Odontosyllis och familjen Syllidae. Inga underarter finns listade i Catalogue of Life.